# Sơn Lộc (phường)
Sơn Lộc là một phường thuộc thị xã Sơn Tây, thành phố Hà Nội, Việt Nam.
Phường Sơn Lộc có diện tích 1,14 km², dân số năm 1999 là 5.903 người, mật độ dân số đạt 5.178 người/km².

## Lịch sử
Phường Sơn Lộc được thành lập theo Quyết định số 42/QĐ-HĐBT ngày 14/3/1984 của Hội đồng Bộ trưởng (Nay là Chính phủ) nước Cộng hòa xã hội chủ nghĩa Việt Nam. Địa giới hành chính của phường hình thành trên cơ sở tách và nhập đất đai tự nhiên và dân cư của 03 xã, phường: Trung Hưng, Trung Sơn Trầm và Thanh Mỹ.